# 孫昌祖
孫昌祖（？—17世紀），字鶴林，福州府侯官縣人，明朝、南明政治人物。

## 生平
孫昌祖是萬曆三十八年進士孫昌裔的堂弟，天啟四年（1624年）中舉人，但因為試卷內寫下詆毀魏忠賢的文字，與艾南英、謝道、程科會三人被罰停三科會試。到崇禎十三年（1640年）才能中進士，獲授嘉興推官，任內號稱仁愛明察。南明年間嘉興失陷，孫昌祖到福京謁見隆武帝，遷任吏科右給事中；後來再到肇慶謁見永曆帝，陞任禮科都給事中，之後事蹟不詳。

## 引用
1. 1 2  錢海岳《南明史·卷五十九·列傳第三十五》：孫昌祖，字鶴林，侯官人。昌裔弟，崇禎十三年進士。初以歲闈策力詆魏忠賢，幾致重典，揭名禁錮，故遲十六年乃第。授嘉興推官。
2. ↑  乾隆《福州府志·卷四十九》：孙昌裔，字子长，侯官人。……从弟昌祖，举天启甲子举人，以闱策刺魏珰，罚停会试三科，与艾南英、谢于道、程科会三人，诏颁名天下，以禁闱中之讥讪朝政者。庚辰，成进士，任嘉兴推官，以仁明称。
3. ↑  錢海岳《南明史·卷五十九·列傳第三十五》：城陷，謁福京，遷吏科右給事中。再謁肇慶，擢禮科都給事中。